# اونوتا، میشیگان
اونوتا (به انگلیسی: Onota Township) یک منطقهٔ مسکونی در ایالات متحده آمریکا است که در شهرستان آلگر، میشیگان واقع شده‌است.
 اونوتا ۲۶۸٫۳ کیلومتر مربع مساحت و ۳۵۲ نفر جمعیت دارد و ۲۲۸ متر بالاتر از سطح دریا واقع شده‌است.